# کبودباله‌ها
کبودباله‌ها (نام علمی: Pterocaesio) نام یک سرده از تیره ماهیان تفنگچی است.